# Henri-David Chaillet

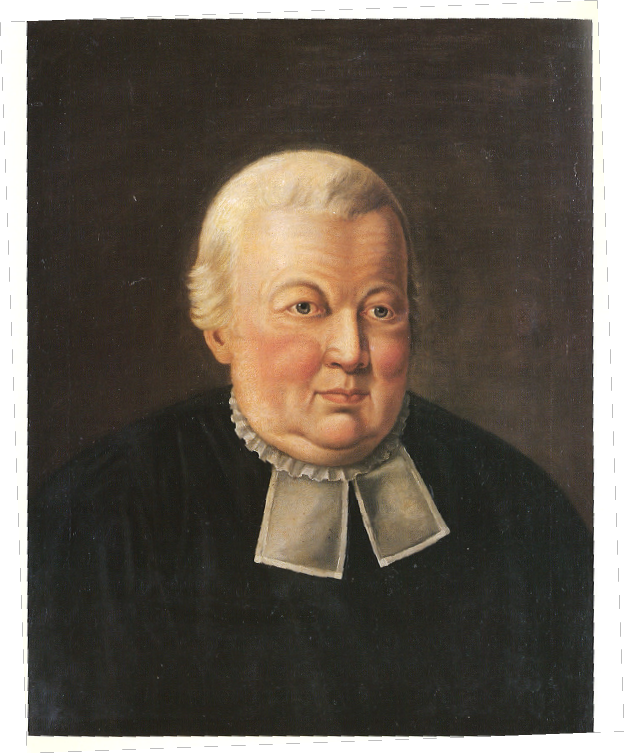
Henri-David Chaillet

Henri-David Chaillet (* 12. Juli 1751 in La Brévine; † 30. Oktober 1823 anderes Datum 20. Oktober 1823 in Auvernier) war ein Schweizer evangelischer Geistlicher.

## Leben

### Familie
Henri-David Chaillet entstammte einem alten Neuenburger Patriziergeschlecht und war der Sohn des Pfarrers Samuel Chaillet (1712–1803) und dessen Ehefrau Barbe (* 12. Juni 1717), Tochter von David de Tribolet Hardy (1693–1754); er hatte noch einen jüngeren Bruder.
Er war in erster Ehe mit Marie-Françoise-Charlotte, Tochter des Pfarrers David Rognon, verheiratet; gemeinsam hatten sie drei Kinder. Aus dieser Ehe entstammte sein Enkel:
- René-Henri L’Hardy (* 27. Dezember 1818 in Auvernier; † 20. Oktober 1899 ebenda), Genie-Hauptmann im Generalstab[3], verheiratet mit Anne-Octavie Dufour, Tochter von Guillaume-Henri Dufour; deren Enkelin war Marguerite de Beaumont, Schwester der reformierten Frauengemeinschaft Communauté de Grandchamp.

In zweiter Ehe heiratete er Rosette, Tochter von Jean-Jacques DuPasquier, Direktor der Indiennedruckerei in Bied bei Boudry.

### Werdegang
Henri-David Chaillet immatrikulierte sich 1766 an der Universität Basel zu einem Theologiestudium, das er 1769 an der Académie de Genève fortsetzte und dort 1772 beendete; im gleichen Jahr erfolgte seine Ordination.
Anfangs war er als Vikar in Colombier tätig, bevor er von 1789 bis 1806 als Pfarrer in Neuenburg wirkte; in dieser Zeit wurde er 1798 Dekan der Classe des pasteurs von Neuenburg; als Anhänger des Aufklärers Christian Wolff, riet er den Kandidaten für das Pfarramt zum Studium von dessen Schriften, damit sie dadurch zu einem logischen Aufbau ihrer Wortverkündung kämen.
In der Zeit von 1771 bis 1780 betätigte er sich auch als Literaturkritiker und von 1779 bis 1784 war er Redakteur beim Journal helvétique.
Er war befreundet mit Isabelle de Charrière und Benjamin Constant.

### Berufliches Wirken
Henri-David Chaillet galt als mittelmässiger Pfarrer, guter Prediger und ausgezeichneter Lehrer, der Alte Sprachen, Rhetorik, Philosophie und Theologie unterrichtete.
Er war ein Bewunderer der friderizianischen Verwaltung, bei der es vor allem um die Vereinfachung der Gesetzgebung ging.

## Schriften (Auswahl)
- Sermons sur les dogmes fondamentaux de la religion naturelle. Neuenburg: De l'imprimerie de la Société typographique, 1783.
- La subordination. Neuenburg 1786.
- Henri-David Chaillet; Louis Fauche-Borel: Nécessité de la prédication, ou, Sermon prononcé à Neuchâtel le 18 mars 1789. Neuenburg 1789.
- Jean-Frédéric Ostervald; George-François Jaquemot; Henri-David Chaillet: Celeberrimi D. Ostervald, Neocomensis pastoris & theologi, Theologiae Christianae compendium. Neuenburg. Neuenburg 1789.
- Discours qui a obtenu l’accessit au jugement de l’Académie de Besançon, sur la question proposée pour le prix d’éloquence en 1788: Le génie est-il au-dessus de toutes règles? Neuenburg 1789.
- Henri-David Chaillet; Albertine de Montmollin: Mon apologie: et Abraham dit à Loth: Séparons-nous, je te prie. Neuenburg 1798.
- Sermons.
  - Band 1. Neuenburg 1810.
  - Band 2. Neuenburg 1797.
  - Band 3. Neuenburg 1810.
- Henri-David Chaillet; César-Henri Monvert: Analyse des leçons de théologie. Neuenburg 1800.
- Sermon sur les devoirs domestiques en général. Neuenburg: Fauche-Borel, 1812.
- Sermon sur la débonnaireté. Genf 1813.
- Ferdinand Olivier Petitpierre; Henri-David Chaillet: Plan de lecture de l’Ecriture sainte, au moyen duquel on peut aisément lire le Vieux Testament une fois en trois ans, et le Nouveau Testament une fois chaque année. Neuenburg: Fauche-Borel, 1814.
- De la simplicité de la doctrine chrétienne. Neuenburg 1819.